# Pierre Audétat
Pierre Audétat, né à Lausanne en 1968, est un musicien, pianiste, compositeur et remixeur vaudois d'origine égypto-américaine.

## Biographie
À l'âge de 6 ans il joue déjà du piano et prend quelques cours privés de musique classique. C'est cependant le jazz, qu'il découvre à l'âge de 11 ans, qui sera sa véritable passion. C'est à ce même âge que Pierre Audétat rencontre le professeur de piano Gerard Le Coat qui lui enseigne non seulement le piano jazz, mais aussi la composition et l'improvisation. Il continuera ses études à la Swiss Jazz School de Bern puis à l'École de Jazz et de Musique Actuelle de Lausanne. Parallèlement à ses études de musique jazz, Pierre Audétat ne manque pas de s'intéresser à tous les courants partagés par les jeunes de son âge, du punk au rap. C'est précisément grâce au rap qu'il découvre son instrument de prédilection pour la composition : l'échantillonneur (sampler), un instrument de musique électronique. Dès lors, il jongle entre cet instrument qu'il est le premier à utiliser en concert, et le piano. C'est avec son premier groupe, le quatuor Urgent Feel, fondé dans les années 1988-1989 par le saxophoniste Moreno Helmy, qu'il découvre l'échantillonnage.
Son premier groupe qui réalise deux albums sur le label Plainisphare, lui permet de se produire sur des scènes de renom, notamment celles du Paléo Festival de Nyon et du Montreux Jazz Festival. De sa rencontre avec Nya, Mike, Dj Goo, Marcello Guliani et Christophe Calpini, il fonde le groupe Silent Majority. Entre musiciens, rappeurs et échantillonneur, le groupe trouve un style qui lui est propre. Le musicien Erik Truffaz est un soliste invité presque permanent. Pierre Audétat a par ailleurs œuvré avec Mandrax, Rollercone ou Shakedown dans des projets electroclub. Il s'est aussi distingué dans des répertoires d'obédience plus jazz avec Matthieu Michel, Léon Francioli ou Pascal Auberson. C'est sous le pseudonyme Stade qu'il signe ses propres compositions. Il intègre durant plusieurs années le fameux Piano Seven de François Lindemann. Puis, avec Pierre-Yves Borgeaud, il forme un duo expérimental qui improvise en images et en musique.
Pierre Audétat est le concepteur de la cloche diatonique, un système de représentation graphique et numérique de l’ensemble des échelles et des modes heptatoniques du tempérament égal.

## Sources
- « Pierre Audétat », sur la base de données des personnalités vaudoises sur la plateforme « Patrinum » de la Bibliothèque cantonale et universitaire de Lausanne.
- Journal de Genève, 1995/07/10, p.15
- 24 Heures, 2003/03/12, p.15
- Le Temps, 2003/03/24, p. 33
- Le Temps, 2004/01/17
- Le Temps, 2007/03/08

1. ↑  Malick Touré-Reinhard, « Odeta.TV : quand la musique fait son cinéma », Slash Média,‎ 17 septembre 2018 (lire en ligne)